# Saldamosaurus
Saldamosaurus là một chi khủng long, được Ulansky mô tả khoa học năm 2014.